# Jean Toche
Jean Toche, pseudoniem van Jean Xavier Van Imschoot (Brugge, 15 augustus 1932 – Staten Island, 9 juli 2018), was een Belgisch-Amerikaans kunstenaar en dichter.
Toche woonde en werkte in Staten Island, New York. Hij was getrouwd met balletdanseres Virginia Poe.
In 1966 zou Toche deelnemen aan het roemruchte Destruction in Art Symposium (DIAS) om het thema van vernietiging in de kunst te bespreken, maar nadat er aan de vooravond van het symposium een enorme chaos was ontstaan rond de performance "Krow I" van Robin Page trok hij zich terug.
In 1969 richtte hij samen met collega-kunstenaar Jon Hendricks de kunstgroep Guerrilla Art Action Group (GAAG) op.
Jean Toche overleed in 2018 op 85-jarige leeftijd.
- Bibliothèque nationale de France: cb12642423j (data)
- Gemeinsame Normdatei: 143870491
- International Standard Name Identifier: 0000 0000 6652 4895
- Library of Congress Control Number: nr98014528
- Nationale bibliotheek van Australië: 35765584
- RKD-Nederlands Instituut voor Kunstgeschiedenis: 100271
- Système universitaire de documentation: 078908809
- Trove: 1077367
- Union List of Artist Names: 500396729
- Virtual International Authority File: 69051566
- WorldCat: E39PBJmpgtw8jckbdw3pxRtxjC